# Ski acrobatique
Ne doit pas être confondu avec Ski freeride ou Saut à ski.
Pour les articles homonymes, voir Freestyle.
Le ski acrobatique, ou ski freestyle ou encore freeski, est un ensemble de disciplines artistiques de la famille du ski alpin et qui se pratiquent dans un contexte de loisirs ou de compétition.
Le ski acrobatique (Freestyle Skiing en anglais) est un terme apparu à la fin des années 1970 pour regrouper les disciplines du ski de bosses, du saut acrobatique et du ballet à ski relevant toutes trois de la Fédération internationale de ski. À la fin des années 1990, elles sont complétées par de nouvelles disciplines qui font leur apparition sous l'appellation « ski freestyle » (en français : « figures libres, », « on fait ce que l'on veut ») : le slopestyle, le skicross, le half pipe et le Big Air et qui sont déclinées en version snowboard. Elles sont également intégrées dans la Fédération internationale de ski dans les années 2000.
Le Comité international olympique, quant à lui, regroupe toutes ces disciplines dans son programme d'épreuves olympiques sous la dénomination « ski acrobatique » et utilise le terme ski freestyle uniquement pour les disciplines créées dans les années 1990 et ultérieurement, la Fédération internationale de ski organise de son côté les Championnats du Monde FIS de freestyle, freeski et snowboard en adoptant le terme freestyle et freeski. En station de sports d'hiver, elles sont pratiquées dans des zones aménagées sur le domaine skiable appelées snowparks ou parcs à neige.
Enfin, de nombreuses écoles de ski (Freeski Academy, etc) proposent de nouvelles pratiques de ski se développant également en hors-piste et en snowpark, regroupées sous le terme « freeski » et qui se décline en deux sous-catégories : d'une part, le ski freeride où la seule contrainte est celle du terrain, et d'autre part le ski freestyle.

## Terminologie

### Selon le Comité international olympique
Le terme « Ski acrobatique » est privilégié par le Comité international olympique pour désigner toutes les disciplines olympiques depuis son introduction au programme olympique en 1988. Au programme olympique de 1988, le ski acrobatique comprend trois disciplines : le ski de bosses, le saut acrobatique et le ballet à ski (ou acroski). Dans les années 2000, après le retrait du ballet à ski, de nouvelles disciplines font leur apparition dans le programme olympique : le slopestyle, le skicross, le half pipe, puis, en 2022, le big air. Toutes sont issues de ce que le CIO nomme sur son site officiel  « ski acrobatique » pour les disciplines historiques (ski de bosses, saut acrobatique) et « ski acrobatique freeski » pour les disciplines plus récentes (slopestyle, etc.). Pour autant, lors des épreuves des Jeux olympiques d'hiver de 2022, les panneaux d'affichage officiels désignent l’épreuve de bosses par les termes Freestyle Skiing - Moguls - Start List (Ski Freestyle - Bosses - Liste de départ) et le saut acrobatique par les termes Freestyle Skiing - Mixed Team Aerials - Start List (Ski Freestyle - Saut acrobatique mixte par équipes - Liste de départ).
| Terme général      | Terme de la discipline                                    | Période |
| ------------------ | --------------------------------------------------------- | ------- |
| Ski acrobatique    |                                                           |         |
| Saut acrobatique   | En démonstration en 1988 et 1992, intégré aux JO en 1994. |         |
| Ski de bosses      | En démonstration en 1988, intégré aux JO en 1992.         |         |
| Ski cross          | Intégré aux JO en 2010.                                   |         |
| Freeski Slopestyle | Intégrés aux JO en 2014.                                  |         |
| Freeski Half-pipe  | Intégrés aux JO en 2014.                                  |         |
| Freeski Big air    | Intégré aux JO en 2022.                                   |         |

Après deux apparitions aux olympiades de 1988 et 1992 en tant que sport de démonstration, le ski ballet n'est plus programmé aux Jeux olympiques par la suite. Le programme olympique est désormais composé de six disciplines.

### Selon la Fédération internationale de ski
La Fédération internationale de ski privilégie de nos jours les termes de « Ski freestyle »  à ceux de « Ski acrobatique »  pour désigner ce sport. Elle organise les championnats du monde qui se sont appelés en français tour à tour « championnats du monde de ski acrobatique et artistique » lors de sa première édition à Tignes, « championnats du monde de ski acrobatique » dans les années 1990 et 2000, prend la dénomination « championnats du monde de ski acrobatique et snowboard » et « championnats du monde de ski freestyle et snowboard » alternativement, et enfin est adopté dernièrement la dénomination « Championnats du Monde FIS de freestyle, freeski et snowboard » depuis les années 2010 à la suite de l'intégration des nouvelles disciplines et le regroupement avec les épreuves de snowboard.
| Terme général             | Terme de la catégorie | Terme de la discipline |
| ------------------------- | --------------------- | ---------------------- |
| Freestyle Ski and Freeski |                       |                        |
| Freestyle Ski             | Saut                  |                        |
| Freestyle Ski             | Bosses                |                        |
| Freestyle Ski             | Ski cross             |                        |
| Freeski                   | Slopestyle            |                        |
| Freeski                   | Half-pipe             |                        |
| Freeski                   | Big air               |                        |

Les fédérations nationales n'ont pas uniformisé les termes. La fédération française de ski utilise le terme « Ski freestyle » pour toutes ces disciplines, sauf l'équipe de France olympique qui continue d'utiliser le terme « Ski acrobatique » à l'instar du CIO. La fédération suisse continue de privilégier les termes de « Freeski et Freestyle ». Au Canada, la dénomination « Ski Freestyle » est également largement répandue tandis que le Québec privilégie celle de « Ski acrobatique ».
Le ballet (ou acroski) est une ancienne discipline disparue en 2000. Prenant place dès la première saison de la Coupe du monde en 1980 et jusqu'en 1998, ses dernières épreuves, ne comptant pour aucun classement officiel, se déroulent lors de la saison 1999-2000. La discipline est également présente lors des championnats du monde de 1986 à 1999 inclus.

### Terminologie en dehors des organisations sportives
Les termes peuvent également être employés comme outils de marketing et vecteurs publicitaires au profit de l'industrie du ski, semant parfois la confusion sur le terme à adopter. Il est communément admis que le « freeski » est un terme regroupant la pratique du ski freestyle (avec un parcours créé artificiellement) et du ski freeride (avec un parcours libre comportant une pente naturelle parsemée de barres rocheuses). On le trouve aussi employé comme terme générique pour désigner les disciplines freestyle exclusivement.
| Terme général             | Terme de la discipline | Définition de la discipline |
| ------------------------- | --- | --------------------------- |
| Freeski                   | |                             |
| Ski freestyle             | pratique acrobatique non chronométrée sur des pistes aménagées en snowpark pour exécuter des figures sur des modules naturels en neige ou artificiels comme des rails ou des boxes et dont les disciplines sont le slopestyle, le half-pipe, le ski cross et le Big Air.                                              |                             |
| Ski freeride              | pratique hors piste sur parcours libre non chronométré comportant une pente naturelle parsemée de barres rocheuses amenant le skieur à choisir l'itinéraire avec la présence de juges pour noter sur cinq critères : la ligne, la fluidité, le contrôle, les sauts et figures (air and style) ainsi que la technique. |                             |
| Ski freestyle backcountry | pratique acrobatique dans des espaces vierges hors-piste associant le freeride et le freestyle. Le skieur réalise des figures sur un parcours libre non chronométré parsemé de barres rocheuses et d'obstacles naturels ou artificiels construits à la pelle (tremplins, etc).                                        |                             |

Par conséquent, la terminologie employée ne fait toujours pas consensus entre les différentes organisations sportives. Pour certains observateurs, le terme ski acrobatique est désormais désuet. Selon Sacha Theocharis, athlète de haut niveau en ski de bosses, « les sauts deviennent bien plus freestyle avec de plus en plus de tours et de grabs ».

## Histoire
Dans les années 1920, l'allemand Fritz Rauel invente des figures à ski à l'image de celles du patinage artistique et qui préfigurent le ballet. Il publie en 1929 un recueil des nouvelles possibilités du ski, où ces techniques sont décrites et illustrées.
Ce n'est qu'à partir des années 1960 que cette forme de ski prend un véritable élan : d'une part sur le continent nord-américain où des spectacles (exhibitions) sont organisés avec épreuves de saut et de bosses et d'autre part sur le continent européen où des skieurs codifient et mettent en place de véritables compétitions. L'une des premières disciplines à l'origine du ski acrobatique est le « ski hot dog », né aux États-Unis dans les années 1970. Pour amuser le public, les skieurs réalisent des acrobaties en utilisant les bosses des pistes de ski et simulent des chutes toujours plus spectaculaires. Cette pratique marque la naissance d'un véritable sport qui deviendra le ski de bosses. Au Canada, le ski acrobatique organisé naît en 1974 avec la création de l'Association canadienne des skieurs acrobatiques.
La Coupe du monde est créée en 1976 puis, trois ans plus tard en 1979, la FIS intègre ces compétitions dans son programme. En 1985, la FIS décide de créer les championnats du monde avec la première édition à Tignes en 1986.
Après avoir été sport de démonstration aux Jeux olympiques d'hiver de 1988 à Calgary, six de ses disciplines sont finalement admises au programme olympique à partir de 1992 : l'épreuve des bosses en 1992, le saut acrobatique en 1994, le skicross en 2010, le slopestyle et le half-pipe en 2014 et le big air en 2022. Chaque compétition est disputée individuellement et par équipes mixtes seulement pour le saut en 2022.

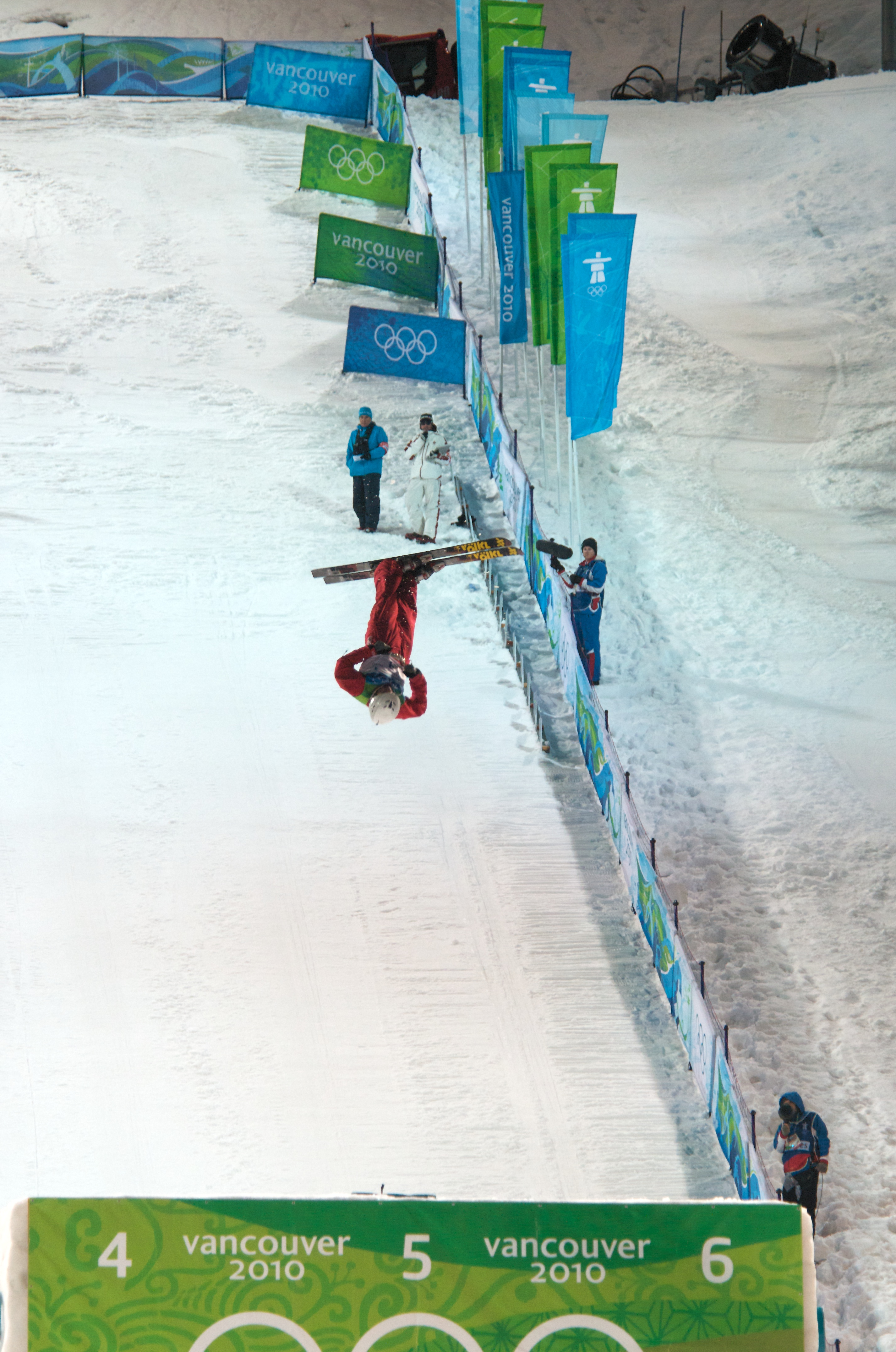
Finale du concours olympique de saut acrobatique en 2010.

## Disciplines

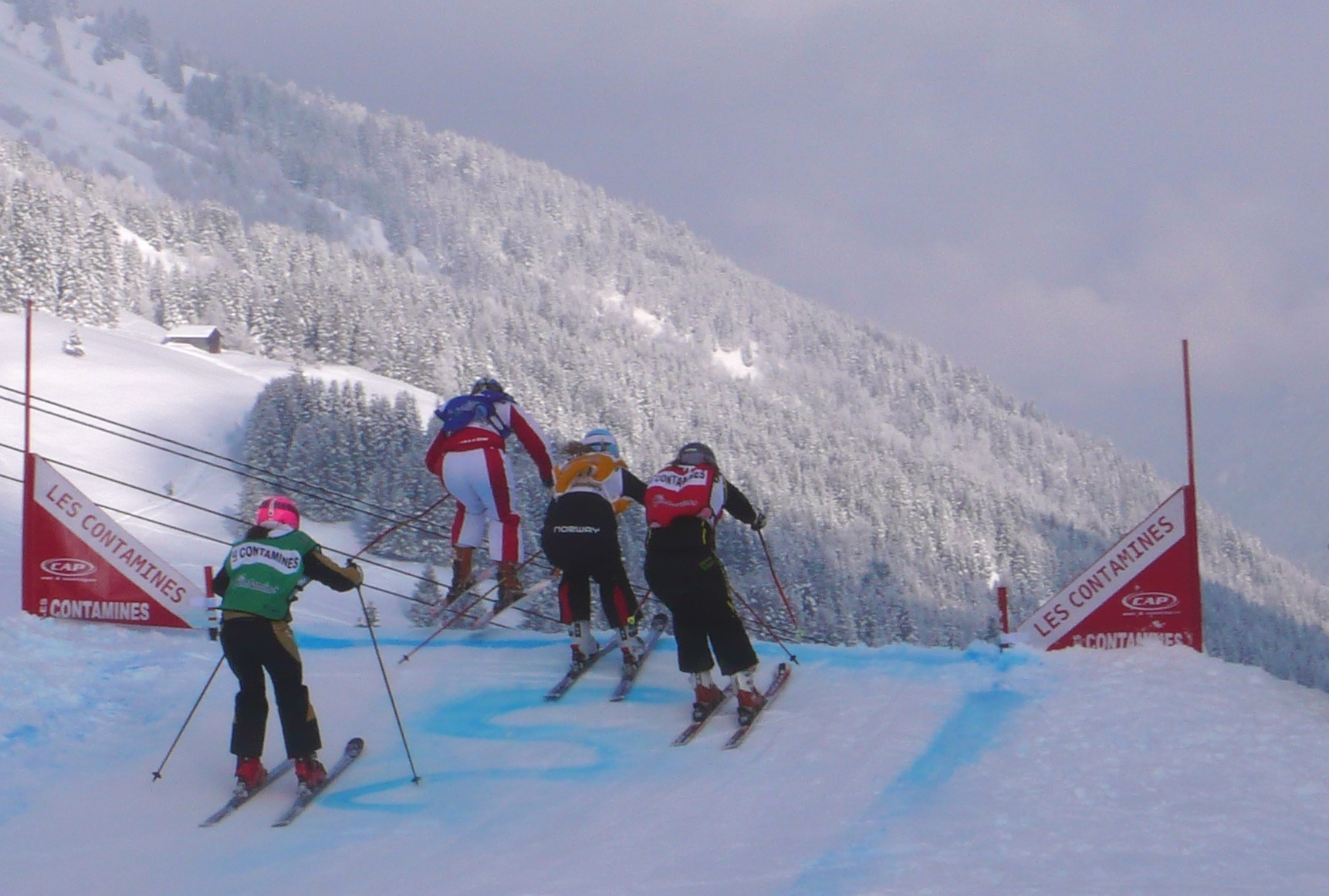
Épreuve de skicross aux Contamines en 2010.

Malgré leur caractère historique, les disciplines du ski acrobatique n'ont pas toujours été immédiatement reconnues par les fédérations et instances internationales, ainsi la Fédération internationale de ski a progressivement procédé à leur intégration en programmant des compétitions et en les proposant ensuite au Comité international olympique. Aujourd'hui, six d'entre elles sont programmées officiellement aux Jeux olympiques d'hiver : le ski de bosses depuis 1992, le saut acrobatique depuis 1994, puis les nouvelles disciplines de ski freestyle avec le skicross en 2010, le half-pipe et le slopestyle en 2014 et le big air en 2022. Le ski de ballet fut sport de démonstration en 1988 et 1992. Quant aux ski freeride et ski freestyle backcountry, ils disposent de compétitions internationales à part et préfèrent philosophiquement ne pas participer à des compétitions du circuit officiel. Ils font souvent l'objet d'une médiatisation particulière et d'un partenariat avec l'industrie du ski et de grandes marques de produits alimentaires.

### Disciplines olympiques

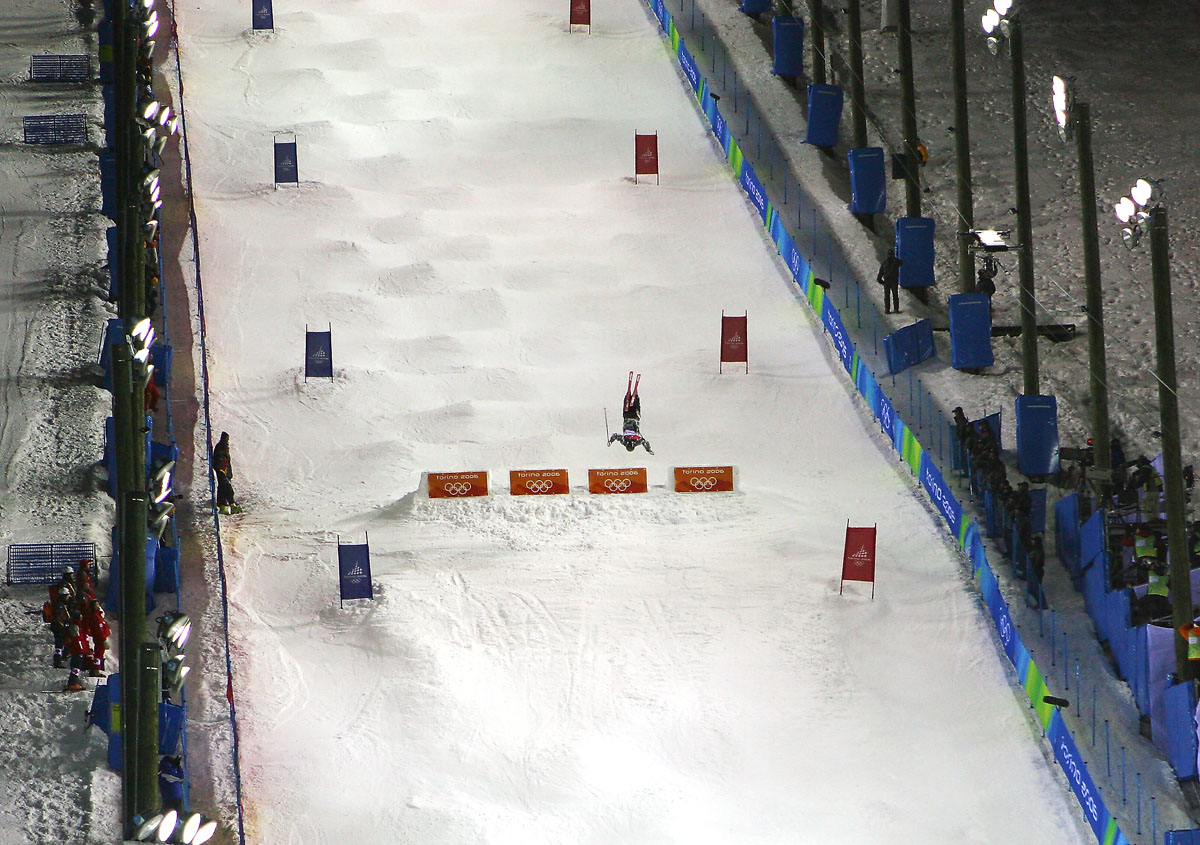
Épreuve de ski de bosses.

Le ski de bosses est une discipline olympique depuis 1992. L'épreuve se déroule sur une piste d'une longueur de 250 mètres, de 24 à 30 degrés de pente (28 degrés pour la piste des Jeux olympiques d'hiver de 2022), recouverte de bosses de 1 mètre de hauteur et larges de 40 centimètres. La piste comprend aussi deux tremplins placés aux 1/3 et 2/3, sur lesquels le skieur effectue un saut acrobatique. Un jury attribue aux compétiteurs une note qui est le résultat d'une addition de points sanctionnant la vitesse (20 % de la note), la technique d'exécution (60 %) et les deux sauts acrobatiques (20 %). Après deux runs (manches) de qualification, la finale est disputée sur trois runs. Le ski de bosses en parallèle est une discipline qui présente les mêmes caractéristiques que la précédente mais se dispute en duel.

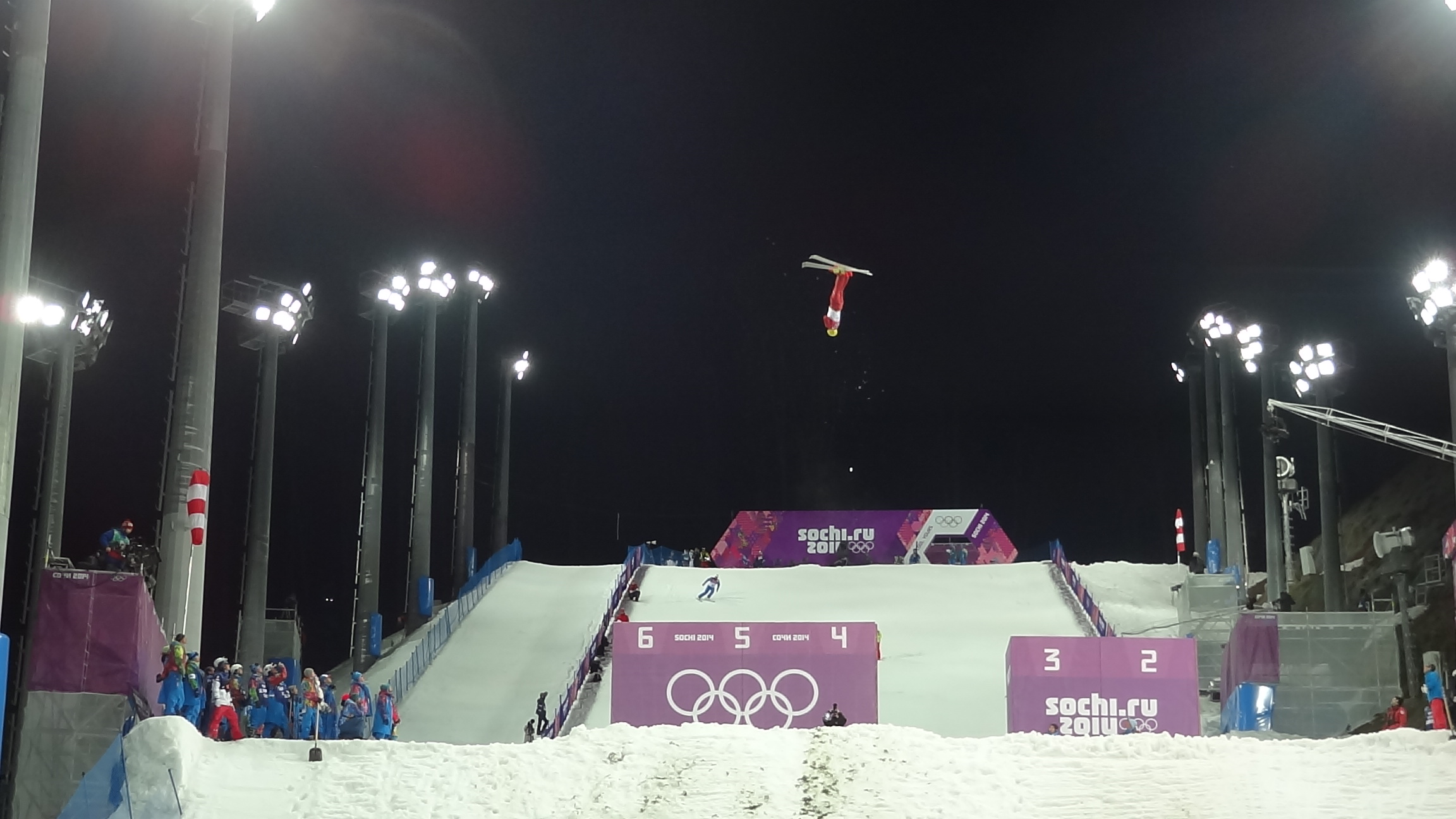
Épreuve de saut acrobatique.

Le saut acrobatique est une discipline olympique depuis 1992, qui demande de grandes qualités gymniques. Après s'être élancé à ski sur l'un des tremplins enneigés (pente de 67 degrés) de trois à quatre mètres de hauteur, à plus de 10 mètres de haut, le sauteur exécute des rotations aériennes avec un ou plusieurs sauts périlleux et des vrilles. Il est noté par un jury selon des critères précis : l'amplitude et la forme du saut et la qualité de la réception. Les points sont multipliés par un coefficient en fonction de la difficulté du saut prévu. Le sauteur doit effectuer deux sauts. Le saut acrobatique se distingue par la nature du saut, plus en hauteur, comparé au big air dont le saut se fait sur la longueur.

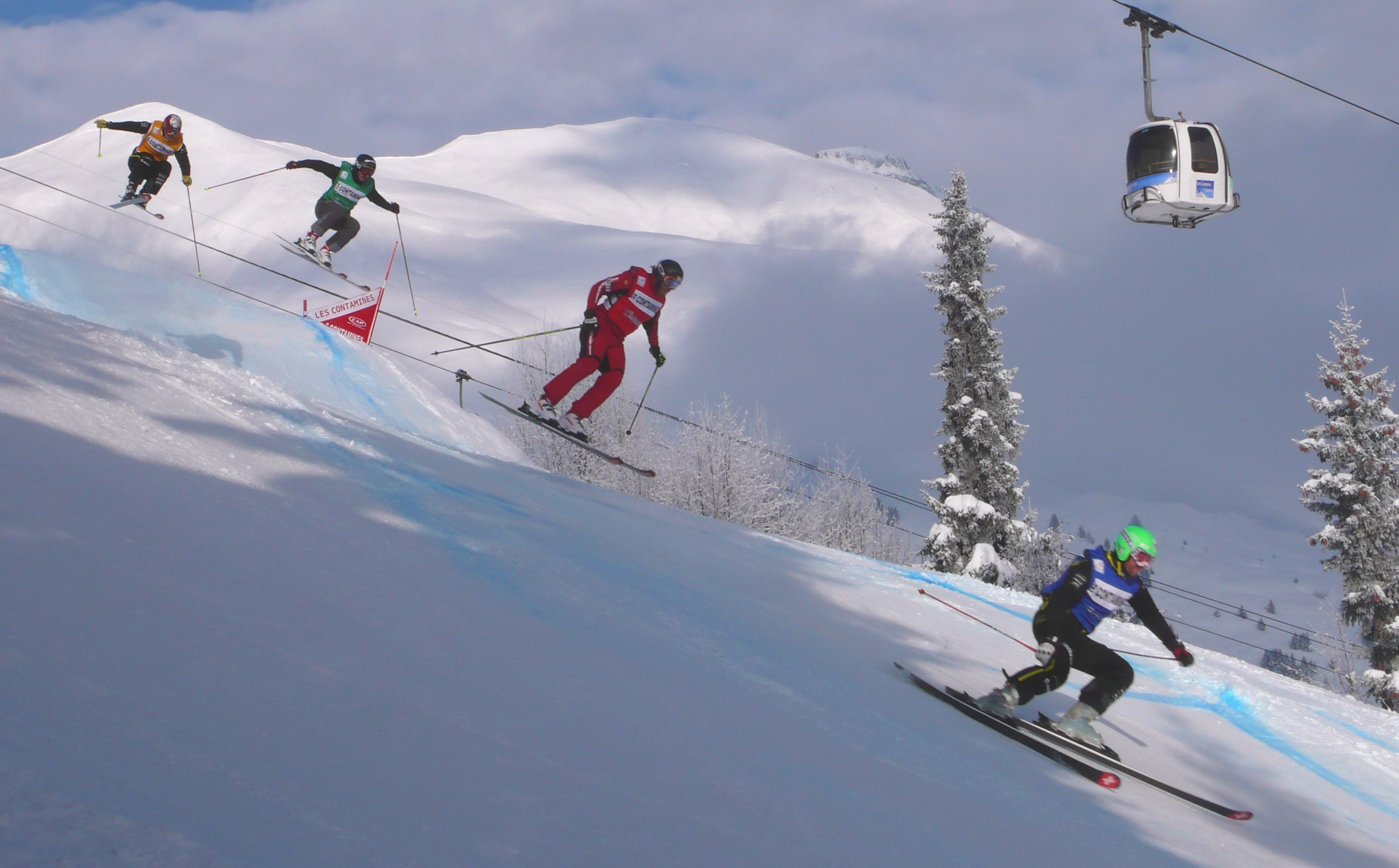
Epreuve de skicross.

Le skicross est une discipline olympique depuis 2010. Le skicross, qui conjugue vitesse et sauts, consiste en une course de quatre skieurs le long d'un parcours d'environ 600 mètres et de 33 % d'inclinaison et agrémenté de divers obstacles comme les bosses, les courbes relevées et les tremplins. Seuls les deux premiers de chaque descente sont qualifiés pour la manche suivante. Les courses continuent ainsi jusqu'à ce qu'il n'y ait plus que quatre skieurs en lice. L'avant-dernière course constitue la petite finale pour attribuer les places 5 à 8. La finale oppose les quatre meilleurs skieurs.

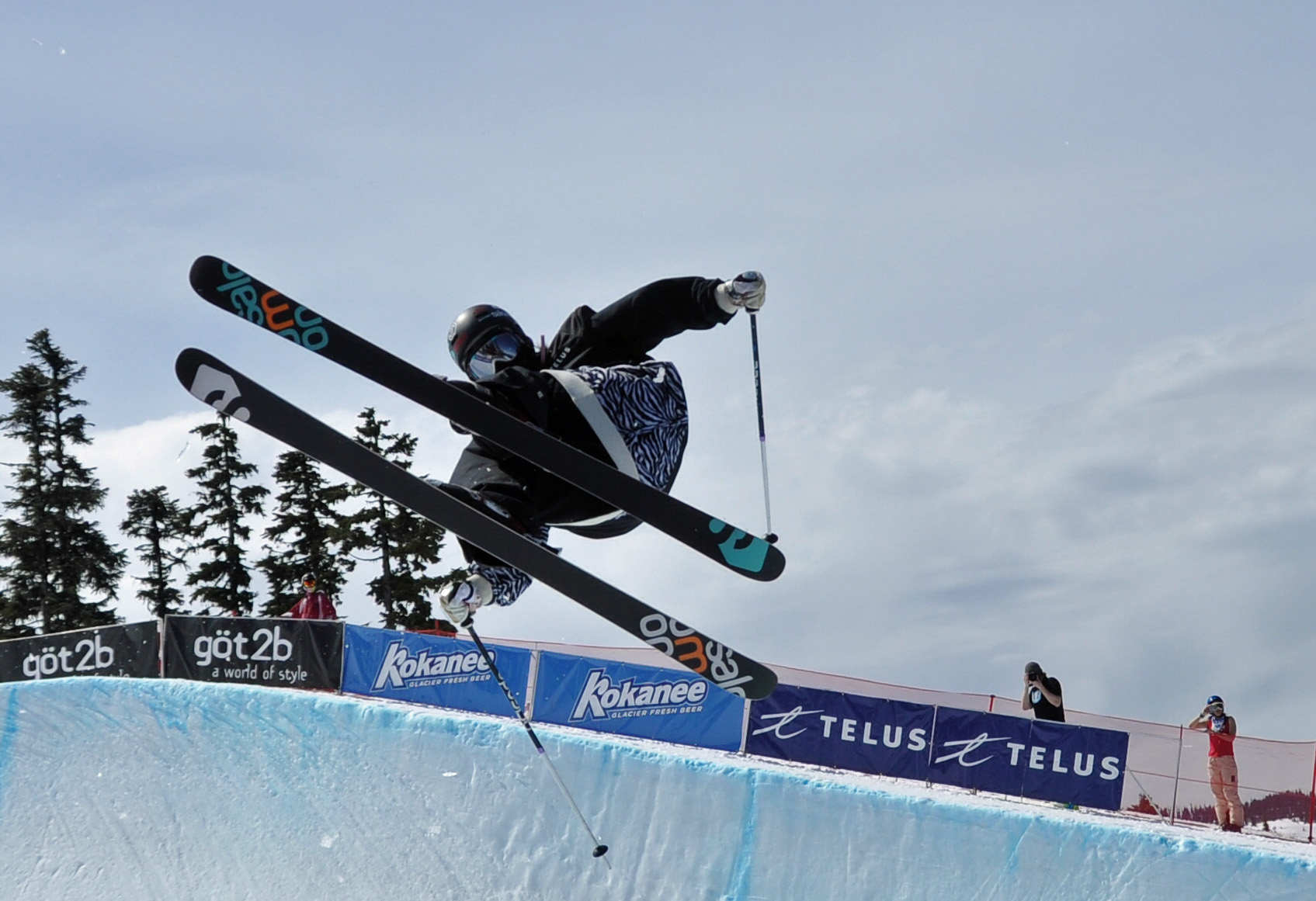
Epreuve de Half-pipe.

Le half-pipe est une discipline olympique depuis 2014. Les skieurs effectuent une série de sauts et de figures sur une structure neigeuse se présentant sous la forme d'un « U ». Ils sont jugés sur la difficulté, l'exécution, l'amplitude des figures et des sauts. Après deux manches de qualification, la finale est disputée sur trois manches et la meilleure note est retenue.

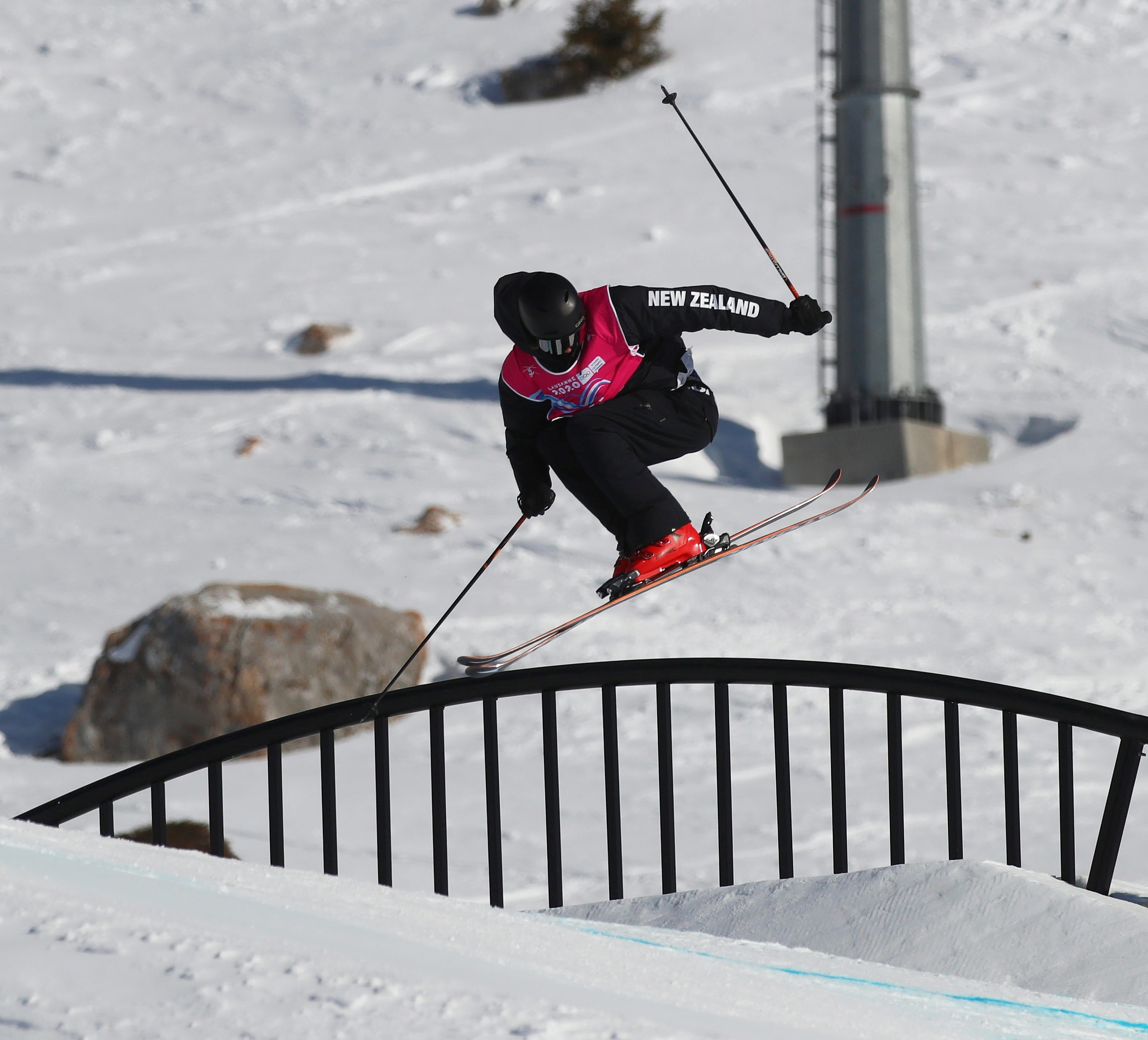
Épreuve de slopestyle.

Le slopestyle est une discipline olympique depuis 2014. Il consiste à effectuer à ski des sauts à partir de différentes structures en neige ou en métal appelées modules, puis d'accomplir en l'air des figures, dites tricks, que l'on grab (attraper, saisir les skis de différentes manières pendant le vol) avant de replaquer, c'est-à-dire retomber sur les skis en marche avant ou arrière (fakie ou switch) (voir tricks). Ces figures sont notées par des juges, notamment le style, la qualité, la difficulté et la variété. Après deux manches de qualification, les finalistes s'affrontent sur trois manches.

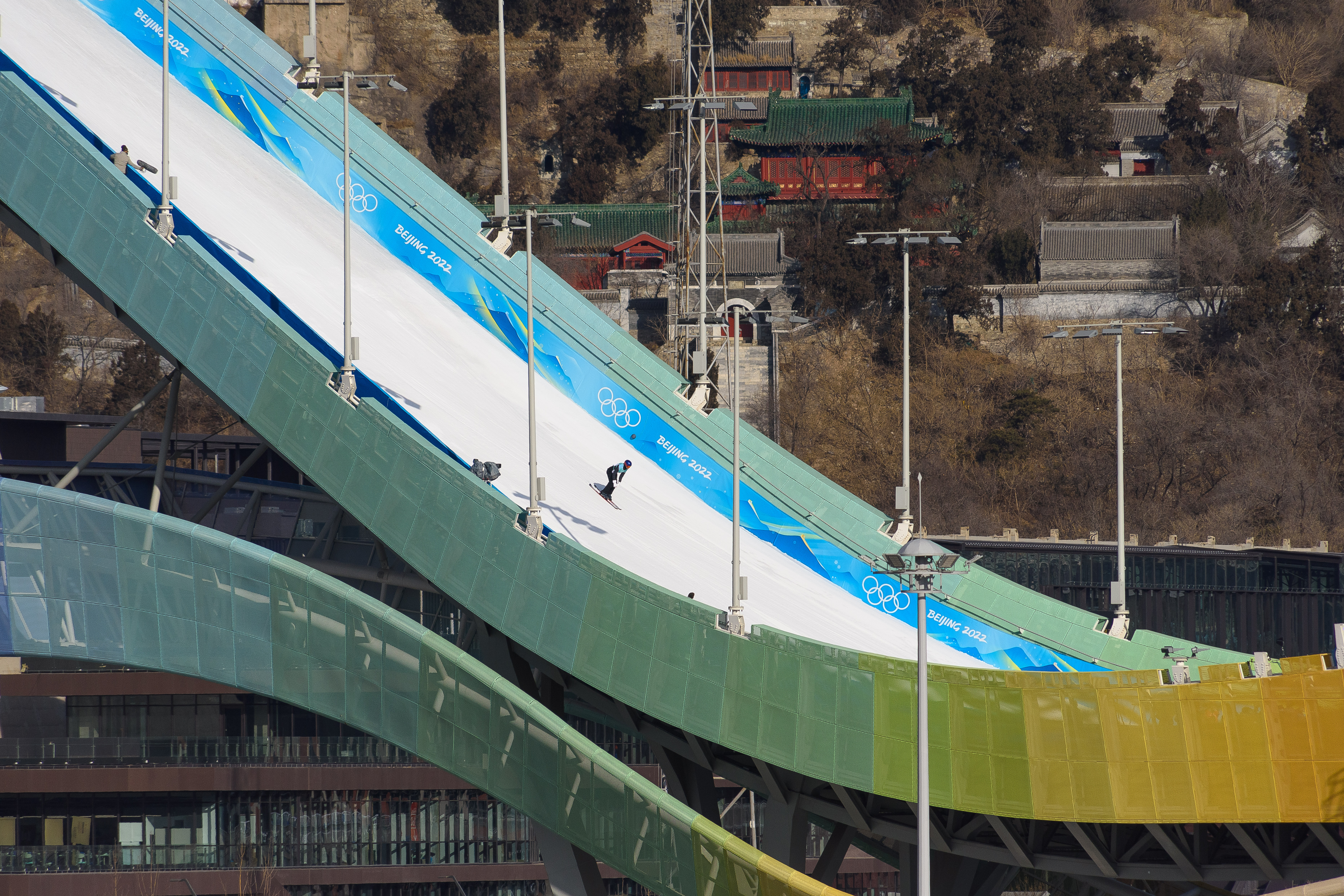
Épreuve de Big air.

Le Big air est une discipline olympique en 2022, validée par la Fédération internationale de ski. Le saut est jugé sur l'amplitude, la difficulté, la créativité et l'exécution. La note tient compte également de la qualité de la réception. Les qualifications se déroulent sur deux sauts et la finale sur trois. Big Air désigne également le tremplin en neige utilisé pour cette discipline.

### Disciplines non-olympiques

Epreuve de ballet à ski.

Le ballet à ski (ou acroski) est une ancienne discipline où le skieur effectue des figures sur un thème  musical sur une piste de 30 mètres de largeur, 200 mètres de longueur, en pente de 11 à 16 degrés. Cette discipline n'est plus présente aux championnats du monde de ski acrobatique depuis 1999. Bien que le ballet ait été un sport de démonstration aux Jeux olympiques en 1988 et 1992, la Fédération internationale de ski n'a plus organisé de compétition officielle de cette discipline après l'an 2000.

### Disciplines indépendantes des instances officielles

#### Ski Freestyle Backcountry
La discipline du ski freestyle backcountry nécessite une connaissance du hors-piste à laquelle il faut ajouter des compétences acrobatiques. Elle diffère des précédentes par une pratique dans des espaces vierges hors-piste. Le skieur réalise des figures acrobatiques (rotation inversée, grab, etc) à partir d'obstacles naturels rencontrés sur le terrain : souches, blocs rocheux voire barres rocheuses, séracs, ou artificiels tels que tremplins façonnés à la pelle (kickers), paravalanches, etc. Cette discipline est organisée de manière à atterrir dans la neige poudreuse afin de limiter les risques de blessure.

#### Ski Freestyle Backcountry en compétition
En 2014, s'est tenue la Skiers Cup 2014 Backcountry Slopestyle à Zermatt au cours de laquelle se sont affrontés des riders européens et nord-américains. En 2015, la station des Arcs a accueilli la RB Freestyle Ski Backcountry Competition. En 2016, c'est au tour de la station de Tignes de recevoir le RB Linecatcher, compétition consacrée notamment au Freestyle Backcountry. En février 2019, s'est déroulé le Freestyle Backcountry Contest à Gourette dans les Pyrénées.

#### Ski Freestyle urbain
Cette discipline utilise, comme modules, les éléments du mobilier urbain des stations de ski ou de villages de montagne, comme les rampes d'escaliers ou les toits sur le même principe des rails ou certains tremplins en snowpark. Spectaculaire, elle fait l'objet de tournages (clips, etc.) qui mettent en scène l'élite du ski freestyle. Une variante, appelée ski freestyle jib, se pratique sur tous les obstacles non constitués de neige.
Des manifestations de vulgarisation du ski freestyle urbain peuvent également être organisées au cœur des villes (stades, esplanades) avec l'aménagement de structures temporaires reproduisant les conditions d'un snowpark,.

#### Ski Freestyle urbain en compétition
Une compétition urbaine de ski et snowboard Freestyle, le Cesni Ride The Street, s'est tenue en février 2016 à Chambéry.

## Compétition

### Compétitions officielles organisées par les fédérations sportives
Le ski acrobatique fait l'objet de compétitions supervisées par le Comité international olympique et la Fédération internationale de ski :
- les Jeux olympiques, organisés par le Comité international olympique, sont un événement sportif international organisé tous les quatre ans. Le ski acrobatique intègre le programme olympique depuis 1988 ;
- les championnats du monde, organisés par la Fédération internationale de ski, sont un événement sportif international organisé tous les deux ans depuis 1986. Ils se nomment désormais « championnats du Monde FIS de freestyle, freeski et snowboard » ;
- la Coupe du monde, organisée par la Fédération internationale de ski, est un événement sportif international organisé annuellement depuis 1980.

### Compétitions à l'initiative de structures privées

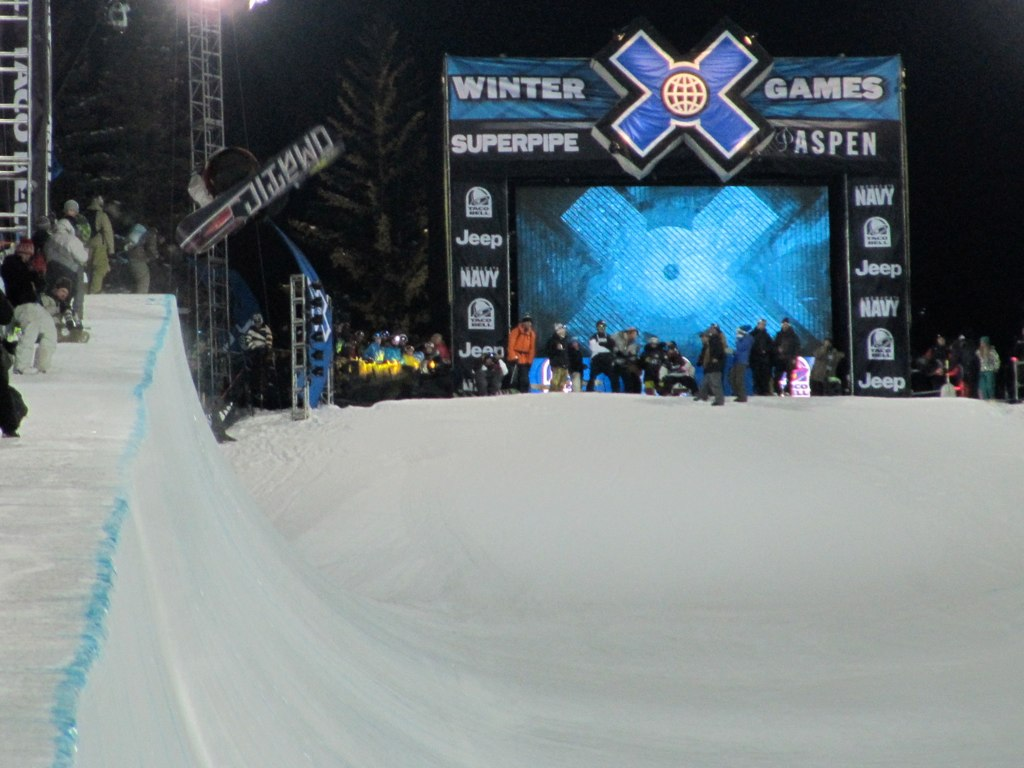
Half-pipe aux Winter X-Games.

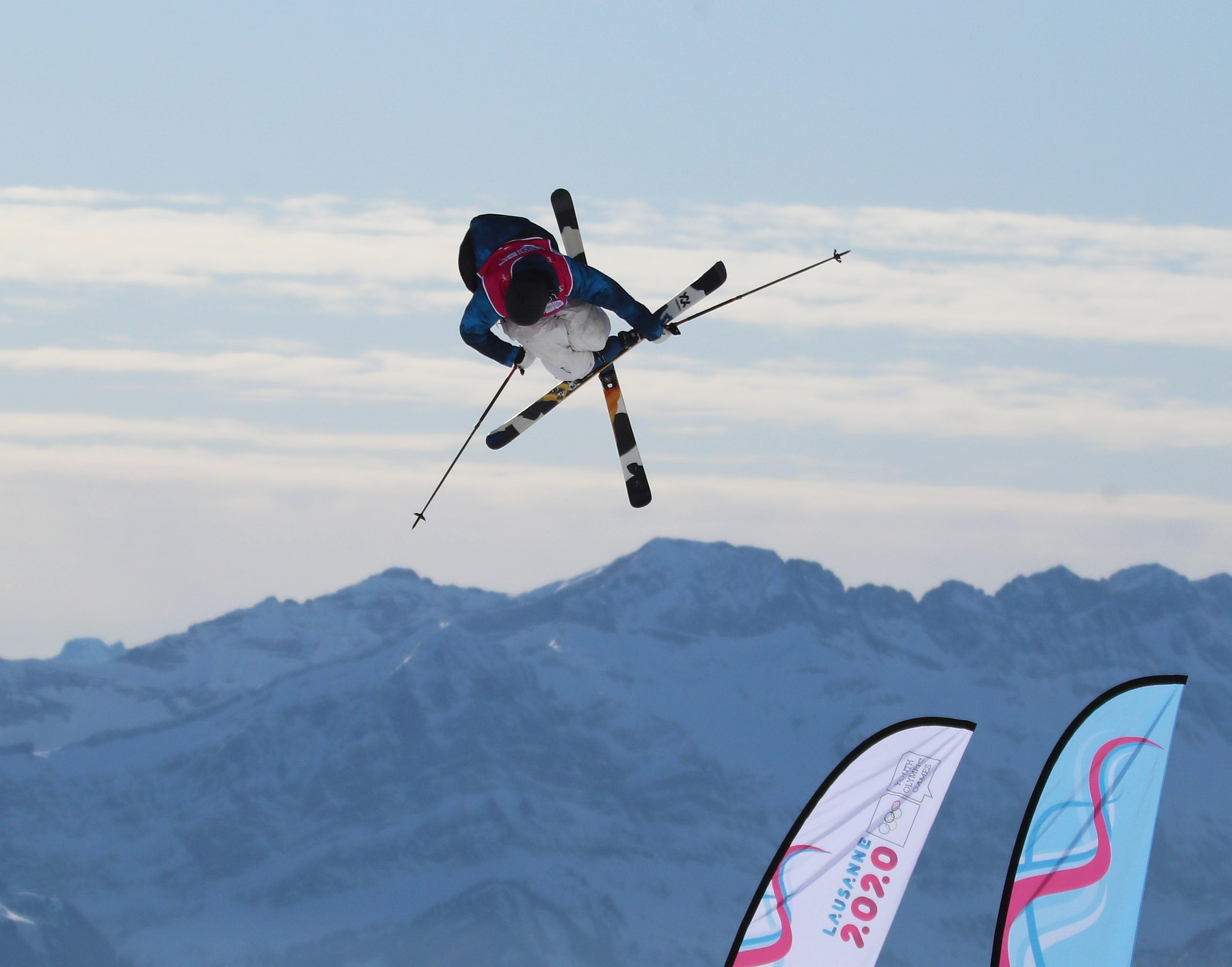
Martin Rulsh (skieur freestyle professionnel) au Winter Youth Olympics sautant à ski en faisant une figure en l'air.

Le slopestyle, le half-pipe et le big air sont des disciplines courues aux X Games organisés par le réseau de télévision ESPN, équivalents des Jeux olympiques pour les sports extrêmes jusqu'à leur admission aux Jeux, en ski et en snowboard. Le half-pipe est appelé SuperPipe car le module est beaucoup plus gros qu'à l'habitude, notamment aux Jeux olympiques.
Les épreuves de cross ne sont plus présentes aux X Games depuis 2012. Auparavant, le boardercross s'appelait Skier X (prononcer Skieur Cross) pour les skieurs et Snowboarder X (prononcer Snowboarder Cross) pour les snowboarders.

## Équipement
L'équipement de base se compose d'une paire de skis à double spatule twin-tips (une à l'avant, une à l'arrière), ce qui permet d'évoluer également vers l'arrière, d'un double rocker (outre les spatules, l'avant et arrière du ski sont légèrement relevés). Ces skis sont généralement plus légers, plus flexibles, plus courts que la moyenne et paraboliques. Les premiers modèles double spatule sont apparus à la fin des années 1990. La plupart des marques de skis développent aujourd'hui une gamme de skis entièrement destinée au freestyle.
Conseillé pour le ski alpin, le port du casque se révèle indispensable pour la pratique du ski freestyle en raison des réceptions ratées, fréquentes dans cette discipline.
Les chutes pouvant être violentes, le port de lunettes de soleil est à proscrire, car les verres pourraient se briser et entraîner de graves lésions oculaires. Il est plutôt conseillé de porter un masque, accessoire de protection mais aussi vecteur publicitaire à vocation esthétique qui participe à l'image du freestyleur.
Enfin, pour la pratique des barres de slide (rails) notamment, le port d'une protection dorsale est recommandé.

## Règles et jargon du ski freestyle

### Modules de ski freestyle

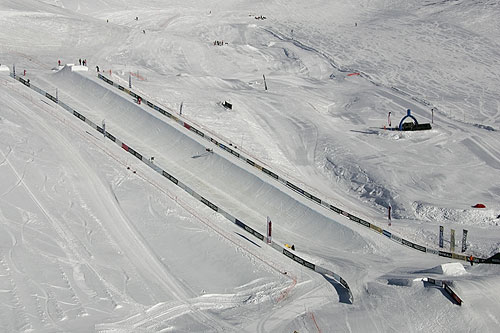
Half-pipe au coeur d'un Snowpark.

#### Entraînement
Les professionnels du ski freestyle s'entraînent sur des trampolines, sur des « rampes d'eau »(tremplins donnant sur une piscine ou un lac)  ou des airbags afin de garantir une totale sécurité. La structure est construite en bois avec des tapis plastique permettant une excellente glisse. L'atterrissage se fait en douceur dans l'eau, parfois à bulles.

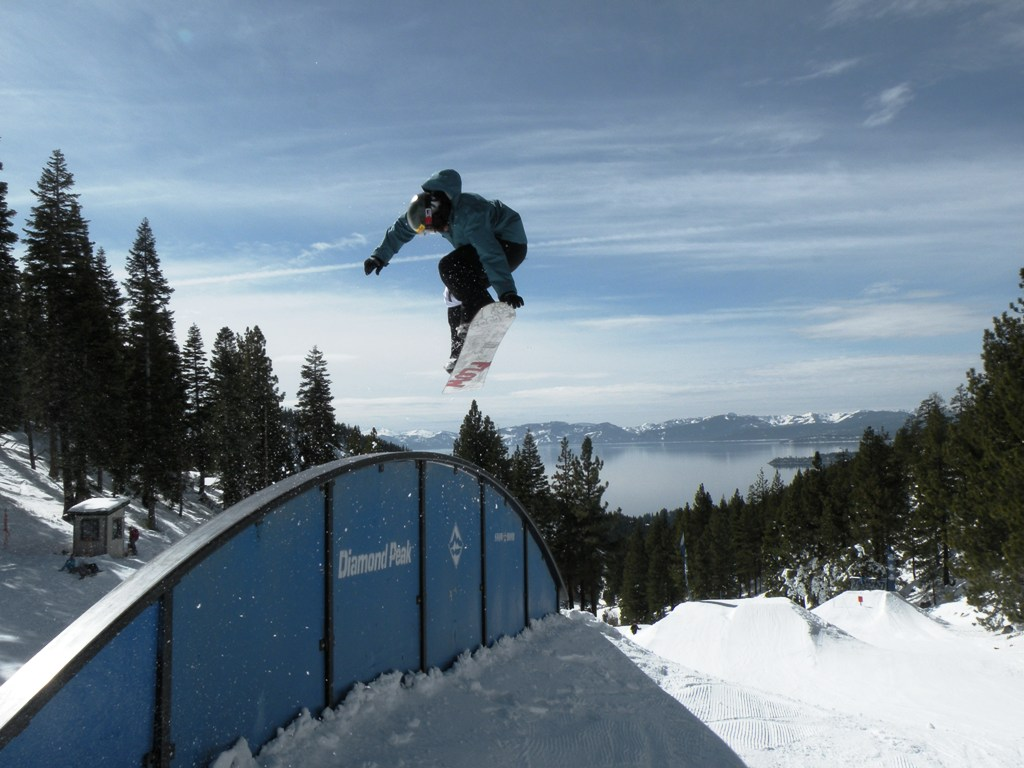
Freestyler ou rider évoluant sur une barre de slide.

#### Compétition
Le ski freestyle consiste en des sauts sur ou à l'aide de différentes structures construites par des shapers notamment pour les modules en neige :
| - Big air - Hip - Step-up - Half-pipe - Quarter-pipe |  | - Barre de slide - Waterslide - Box - Wall - Road gap |

### Figures (tricks)

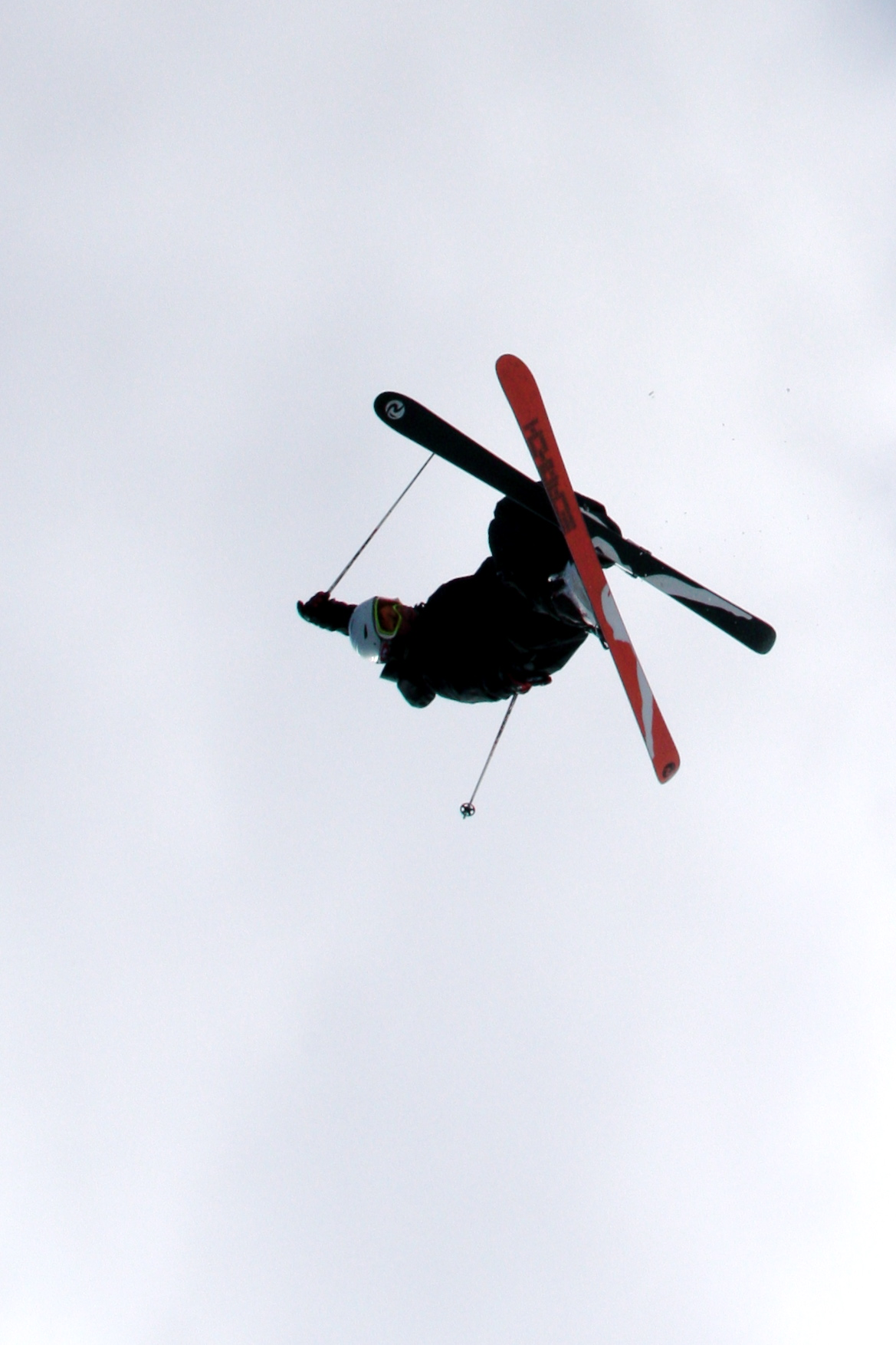
Figure de ski freestyle dite Mute Grab (saisie d'un ski (Grab) à l'avant de la fixation avec la main opposée (Mute) au ski saisi).

Un vocabulaire spécifique au ski freestyle est utilisé pour décrire les sauts et figures pour l'ensemble des disciplines sauf le skicross et le saut acrobatique :   
Pour le saut acrobatique :

### Système de notation
Les compétitions de freestyle sont régulièrement l'objet de controverses. En effet, avec l'expérience du ski de bosses qui se sclérosa dans les années 1990 à cause de son système de notation strict ne laissant que peu de liberté aux skieurs sur les figures, des voix se sont élevées contre les compétitions de freestyle afin qu'elles ne connaissent pas le même sort.
Un compromis semble avoir été atteint aujourd'hui avec un système de notation accordant une large place à des critères volontairement subjectifs, comme l'esthétique générale du rideur, notamment.
Globalement, le regroupement de sports extrêmes aux X Games contribue à conserver l'esprit d'ouverture et de spectacle du freestyle : de telles compétitions sont aujourd'hui surtout un grand spectacle visuel dans lequel le podium n'a qu'un intérêt secondaire.